# علیقات، قنا
علیقات، روستایی از توابع شهرستان قوص در استان قنا و کشور مصر است.

## جمعیت
براساس سرشماری سال ۲۰۰۶ مصر، جمعیت آن ۱۸۱۸۵ نفر( ۸۸۷۳ مرد و ۹۳۱۲ زن ) بوده‌است.